# Helina unistriatoides
Helina unistriatoides är en tvåvingeart som beskrevs av Fang och Xiaolong Cui 1988. Helina unistriatoides ingår i släktet Helina och familjen husflugor. Inga underarter finns listade i Catalogue of Life.